# عملة 1 ريال يمني
تُعد عملة ريال يمني أحد الفئات النقدية للريال اليمني الحديث والسابق.

## الإصدارات الورقية
| الإصدار | الصورة   | الصورة  | القيمة | اللون الأساسي | الوصف                | الوصف        |
| الإصدار | الأمامية | الخلفية | القيمة | اللون الأساسي | الوجه الأمامي        | الوجه الخلفي |
| ------- | -------- | ------- | ------ | ------------- | -------------------- | ------------ |
| 1990    |          |         | 1 ريال | أخضر          | جامع البكيرية، صنعاء | أشجار البن   |

## الإصدارات المعدنية
| \| \|                                           | \| \|                                           | \| \|                      | \| \|                      | \| \| |
| ----------------------------------------------- | ----------------------------------------------- | -------------------------- | -------------------------- | ----- |
| 1 ريال يمني معدني (1993)                        |                                                 |                            |                            |       |
| الوجه : البنك المركزي اليمني 1 ريال 1414 - 1993 | الوجه : البنك المركزي اليمني 1 ريال 1414 - 1993 | العكس : الطير الجمهوري     | العكس : الطير الجمهوري     |       |
| الكتلة 2.65 غ                                   | المعدن ستانلس ستيل                              | القطر 19.95 مم             | السُمك 1.5 مم               |       |
| المصمم(ون)                                      | المصمم(ون)                                      | الحواف أملس مع أثلام       | الحواف أملس مع أثلام       |       |
| الطرازات 1993                                   | الطرازات 1993                                   | القيمة الاسمية 1 ريال يمني | القيمة الاسمية 1 ريال يمني |       |
|                                                 |                                                 |                            |                            |       |

## إصدارات سابقة
| \| \|                                           | \| \|                                           | \| \|                            | \| \|                            | \| \| |
| ----------------------------------------------- | ----------------------------------------------- | -------------------------------- | -------------------------------- | ----- |
| 1 ريال يمني معدني (1976)                        |                                                 |                                  |                                  |       |
| الوجه : البنك المركزي اليمني 1 ريال 1396 - 1976 | الوجه : البنك المركزي اليمني 1 ريال 1396 - 1976 | العكس : الطير الجمهوري           | العكس : الطير الجمهوري           |       |
| الكتلة 8.2 غ                                    | المعدن نيكل نحاسي                               | القطر 28 مم                      | السُمك 1.8 مم                     |       |
| المصمم(ون)                                      | المصمم(ون)                                      | الحواف مسكوك                     | الحواف مسكوك                     |       |
| الطرازات 1976                                   | الطرازات 1976                                   | القيمة الاسمية 1 ريال يمني شمالي | القيمة الاسمية 1 ريال يمني شمالي |       |
|                                                 |                                                 |                                  |                                  |       |

| \| \|                                           | \| \|                                           | \| \|                                                 | \| \|                                                 | \| \| |
| ----------------------------------------------- | ----------------------------------------------- | ----------------------------------------------------- | ----------------------------------------------------- | ----- |
| 1 ريال يمني معدني (1978)                        |                                                 |                                                       |                                                       |       |
| الوجه : البنك المركزي اليمني 1 ريال 1398 - 1978 | الوجه : البنك المركزي اليمني 1 ريال 1398 - 1978 | العكس : لزيادة إنتاج المحاصيل الغذائية الطير الجمهوري | العكس : لزيادة إنتاج المحاصيل الغذائية الطير الجمهوري |       |
| الكتلة 8 غ                                      | المعدن ألومنيوم                                 | القطر 28 مم                                           | السُمك 1.8 مم                                          |       |
| المصمم(ون)                                      | المصمم(ون)                                      | الحواف                                                | الحواف                                                |       |
| الطرازات 1978                                   | الطرازات 1978                                   | القيمة الاسمية 1 ريال يمني شمالي                      | القيمة الاسمية 1 ريال يمني شمالي                      |       |
|                                                 |                                                 |                                                       |                                                       |       |

| \| \|                                           | \| \|                                           | \| \|                            | \| \|                            | \| \| |
| ----------------------------------------------- | ----------------------------------------------- | -------------------------------- | -------------------------------- | ----- |
| 1 ريال يمني معدني (1980)                        |                                                 |                                  |                                  |       |
| الوجه : البنك المركزي اليمني 1 ريال 1400 - 1980 | الوجه : البنك المركزي اليمني 1 ريال 1400 - 1980 | العكس : الطير الجمهوري           | العكس : الطير الجمهوري           |       |
| الكتلة 8.2 غ                                    | المعدن نيكل نحاسي                               | القطر 28 مم                      | السُمك 1.8 مم                     |       |
| المصمم(ون)                                      | المصمم(ون)                                      | الحواف                           | الحواف                           |       |
| الطرازات 1980                                   | الطرازات 1980                                   | القيمة الاسمية 1 ريال يمني شمالي | القيمة الاسمية 1 ريال يمني شمالي |       |
|                                                 |                                                 |                                  |                                  |       |

| \| \|                                           | \| \|                                           | \| \|                            | \| \|                            | \| \| |
| ----------------------------------------------- | ----------------------------------------------- | -------------------------------- | -------------------------------- | ----- |
| 1 ريال يمني معدني (1985)                        |                                                 |                                  |                                  |       |
| الوجه : البنك المركزي اليمني 1 ريال 1405 - 1985 | الوجه : البنك المركزي اليمني 1 ريال 1405 - 1985 | العكس : الطير الجمهوري           | العكس : الطير الجمهوري           |       |
| الكتلة 8.2 غ                                    | المعدن نيكل نحاسي                               | القطر 28 مم                      | السُمك 1.8 مم                     |       |
| المصمم(ون)                                      | المصمم(ون)                                      | الحواف                           | الحواف                           |       |
| الطرازات 1985                                   | الطرازات 1985                                   | القيمة الاسمية 1 ريال يمني شمالي | القيمة الاسمية 1 ريال يمني شمالي |       |
|                                                 |                                                 |                                  |                                  |       |

## عملات تذكارية ومسكوكات
| \| \|                                       | \| \|                                       | \| \|                            | \| \|                            | \| \| |
| ------------------------------------------- | ------------------------------------------- | -------------------------------- | -------------------------------- | ----- |
| 1 ريال يمني معدني (1963)                    |                                             |                                  |                                  |       |
| الوجه : الجمهورية العربية اليمنية ريال واحد | الوجه : الجمهورية العربية اليمنية ريال واحد | العكس : 1382 - 1963              | العكس : 1382 - 1963              |       |
| الكتلة 20 غ                                 | المعدن 0.720 فضة                            | القطر 40 مم                      | السُمك 1.95 مم                    |       |
| المصمم(ون)                                  | المصمم(ون)                                  | الحواف مسكوك                     | الحواف مسكوك                     |       |
| الطرازات 1963                               | الطرازات 1963                               | القيمة الاسمية 1 ريال يمني شمالي | القيمة الاسمية 1 ريال يمني شمالي |       |
|                                             |                                             |                                  |                                  |       |

| \| النصب التذكاري للقاضي محمد محمود الزبيري \|                    | \| النصب التذكاري للقاضي محمد محمود الزبيري \|                    | \| النصب التذكاري للقاضي محمد محمود الزبيري \| | \| النصب التذكاري للقاضي محمد محمود الزبيري \| | \| النصب التذكاري للقاضي محمد محمود الزبيري \| |
| ----------------------------------------------------------------- | ----------------------------------------------------------------- | ---------------------------------------------- | ---------------------------------------------- | ---------------------------------------------- |
| 1 ريال يمني معدني (1969)                                          |                                                                   |                                                |                                                |                                                |
| الوجه : الجمهورية العربية اليمنية 1 ريال - 1R YEMEN ARAB REPUBLIC | الوجه : الجمهورية العربية اليمنية 1 ريال - 1R YEMEN ARAB REPUBLIC | العكس :                                        | العكس :                                        |                                                |
| الكتلة 12 غ                                                       | المعدن 0.925 فضة                                                  | القطر 27 مم                                    | السُمك                                          |                                                |
| المصمم(ون)                                                        | المصمم(ون)                                                        | الحواف مسكوك                                   | الحواف مسكوك                                   |                                                |
| الطرازات 1969                                                     | الطرازات 1969                                                     | القيمة الاسمية 1 ريال يمني شمالي               | القيمة الاسمية 1 ريال يمني شمالي               |                                                |
| النصب التذكاري للقاضي محمد محمود الزبيري                          |                                                                   |                                                |                                                |                                                |

## طالع أيضًا
- قائمة النقود المعدنية اليمنية